# Aderus pubescens
Aderus pubescens is een keversoort uit de familie schijnsnoerhalskevers (Aderidae). De wetenschappelijke naam van de soort werd in 1926 gepubliceerd door Maurice Pic.